# Rauf & Faik
Rauf & Faik (Рауф та Фаїк) — російський музичний дует, що складається з братів-двійнят Рауфа та Фаїка Мірзаєвих. Вони народилися 7 липня 1999 року в Іжевську.

## Життєпис
Двійнята Рауф і Фаїк Мірзаєва народилися в Іжевську в 1999 році.
За національністю вони азербайджанці. Як розповідають самі брати, музичний талант ним, мабуть, передався у спадок: хоч вони ніколи і не бачили свого нині покійного дідуся по материнській лінії, вони знають, що він був оперним співаком, директором оперного театру в Баку.
Займатися музикою почали у 4 роки

Фаїк: Наш сусід побачив, що ми музичні пацани, попросив тата відвезти нас до коледжу музичного, який у нас в Іжевську знаходиться. Тато відвіз — і ми стали грати на фортепіано. До восьми років грали, потім почали займатися вокалом

Почали займатися вокалом в Будинку дитячої творчості. Потім продовжили в естрадній студії «Вище за веселку», з якою побували з гастролями в Санкт-Петербурзі, Естонії, Фінляндії та Швеції.

Фаїк: Ми погано вчилися в школі, у мене в п'ятому класі мало не дев'ять двійок було. Я школу не любив. Там люди не думають про те, що людині не потрібна геометрія, що він може музикою займатися. А ми все життя брали участь в конкурсах музичних, їздили концерти. Насправді, чимало концертів відіграли. Тобто, витрачали все життя на це

Ще коли ще вчилися в школі, стали працювати співаками в кафе. У підсумку працювали так з 2014 по 2018 рік.
 — Що складного в такій роботі? 

Рауф: Неприємно, коли люди це не цінують. Виявляють неповагу, кричать, хамлять. Кажуть: «Заспівай щось нормальне». Хоча у тебе робота — співати джаз. 

Фаїк: Можна сказати, що коли ми туди приходили, ми багато займалися вокалом. Вправлялися. По три години двічі на тиждень.

Свій перший кліп брати зняли на пісню «Love remind yesterday». Кліп був помічений, зібрав багато переглядів та кілька сотень лайків, після чого до них стали надходити пропозиції заспівати на різних майданчиках.
У 2016 році у дуету вийшов другий кліп, «Не нужны мне слова». Першою ж по-справжньому піснею, що «вистрелила» стала «Я люблю тебя».
 — Свої пісні писали спочатку англійською? 

Фаїк: Ну мета-то у нас, так чи інакше — писати англійською. Російською ми випадково написали пісню «Я люблю тебя». Сиділи, у мене як раз сталася ситуація з дівчиною — ну така, як у пісні співається. Я прийшов на студію, кажу Рауфу: «Братан, мені хреново, давай що-небудь напишемо». Ми дуже швидко написали цю пісню і випустили. Далі пішло-поїхало. А до цього у нас був глобальний план — зняти кліп на англійську пісню. 
 — «Я люблю тебя» одразу вистрілила? 

Рауф: Ні, вона поступово набирала обертів. Ми навіть не думали, що так станеться. 

Фаїк: Вона стала популярною, але на неї не було ліцензії. І як тільки з'явилася ліцензія — ну грубо кажучи, коли обкладинка з'явилася у неї — вона потрапила до топу

У підсумку пісня «Я люблю тебя» стане 28-ю за популярністю піснею всього 2018 року в соціальній мережі " ВКонтакте "
Дебютний альбом гурту, який вийшов у 2018 році, називався також «Я люблю тебя».
Як розповідають брати, в його просування вони вклали всього 1500 рублів .

Фаїк: 900 рублів вклали в таргет, 600 рублів — в натівку. Є пабліки для дівчаток великі, ось на два поста в них розкинули. Через тиждень бачимо: «Детство» в топі. Ми відразу розуміли, що «Детство» буде найбільш хітовою піснею.

Пісня «Детство» дійсно стала дуже популярною, поступово обігнавши в списку популярності «ВКонтакте» роботи багатьох іменитих виконавців і зрештою піднявшись на перше місце .

Фаїк: У нас основна аудиторія слухачів — школярі від 11 до 18 років, вони всі у Вконтакте сидять.

15 березня 2019 року артисти дуету випустили другий альбом «PAIN & MEMORIES». (Альбом був викладений в «ВКонтакте» і його музичному сервісі BOOM.)
 — Довго його писали? 

Фаїк: Дуже швидко — всього три тижні. Кожен день робили по пісні, без перерви цим займалися. Навіть впадали в деяку депресію, тому що було дуже мало часу, а хотілося зробити якісно

Альбом дебютував на 8-му місці чарту Apple Music .
У 2018 році дует об'їздив з концертним туром 21-е російське місто, в квітні 2019 року розпочав новий тур по містах Росії .

## Музичні впливу і стиль
Росли брати на музиці 1990-х років: R & B, поп, соул, Брайан Макнайт, Майкл Джексон. За інформацією профілю на сайті «Музики першого», своїми кумирами називають Сема Сміта і Майкла Джексона. XXXTentacion, за словами Фаїка, багато для них значить і дуже надихає .
За даними телеканалу «Музика першого», діапазон голосів Рауфа та Фаїка 4 з половиною октави.

## Дискографія

### Альбоми
| № | Назва                                                              |
| - | ------------------------------------------------------------------ |
| 1 | «Я люблю тебе» - Випущений: 28 вересня 2018 р - Лейбл: RDS Records |
| 2 | «PAIN & MEMORIES» - Випущений: 15 березня 2019 р                   |

### Сингли та вибрані пісні
| Рік  | Назва                          | Чарти                           | Чарти                 | Чарти                   | Примітки       |
| Рік  | Назва                          | СНД                             | СНД                   | СНД                     | Примітки       |
| Рік  | Назва                          | TopHit Top Radio & YouTube Hits | TopHit Top Radio Hits | TopHit Top YouTube Hits | Примітки       |
| ---- | ------------------------------ | ------------------------------- | --------------------- | ----------------------- | -------------- |
| 2017 | «Не нужны мне слова»           | -                               | -                     | -                       | цифровий сингл |
| 2018 | «Ego»                          |                                 |                       |                         | цифровий сингл |
| 2018 | «Я люблю тебя»                 | -                               | -                     | -                       | цифровий сингл |
| 2018 | «Апрель» (feat. Інтакто)       |                                 |                       |                         | цифровий сингл |
| 2018 | «Было бы лето»                 |                                 |                       |                         | цифровий сингл |
| 2018 | «Детство»                      | 54                              | 861                   | 13                      | цифровий сингл |
| 2018 | «Детство» (feat. MELALI BEATS) |                                 |                       |                         | цифровий сингл |
| 2019 | «Из-за тебя»                   |                                 |                       |                         | цифровий сингл |
| 2019 | «OLA» (feat. Микита NB)        |                                 |                       |                         | цифровий сингл |
| 2019 | «Это ли счастье?»              |                                 |                       |                         | цифровий сингл |
| 2019 | «Lonely»                       |                                 |                       |                         | цифровий сингл |

## Відеокліпи
- 2018 — «Солнце»
- 2018 — «Я люблю тебя»
- 2019 — «Вечера»
- 2019 — «Детство»

## Річні чарти
| Пісня                   | Чарт (2018)                        | Місце | Джерело |
| ----------------------- | ---------------------------------- | ----- | ------- |
| Rauf & Faik — «Детство» | TopHit YouTube — Top Year-End Hits | 169   | [ 17 ]  |